# Tetrao urogallus obsoletus
Tetrao urogallus obsoletus es una subespecie obsoleta de Tetrao urogallus.

## Distribución geográfica
Se correspondía con la población del lago Onega hasta el río Lena.